# شگون

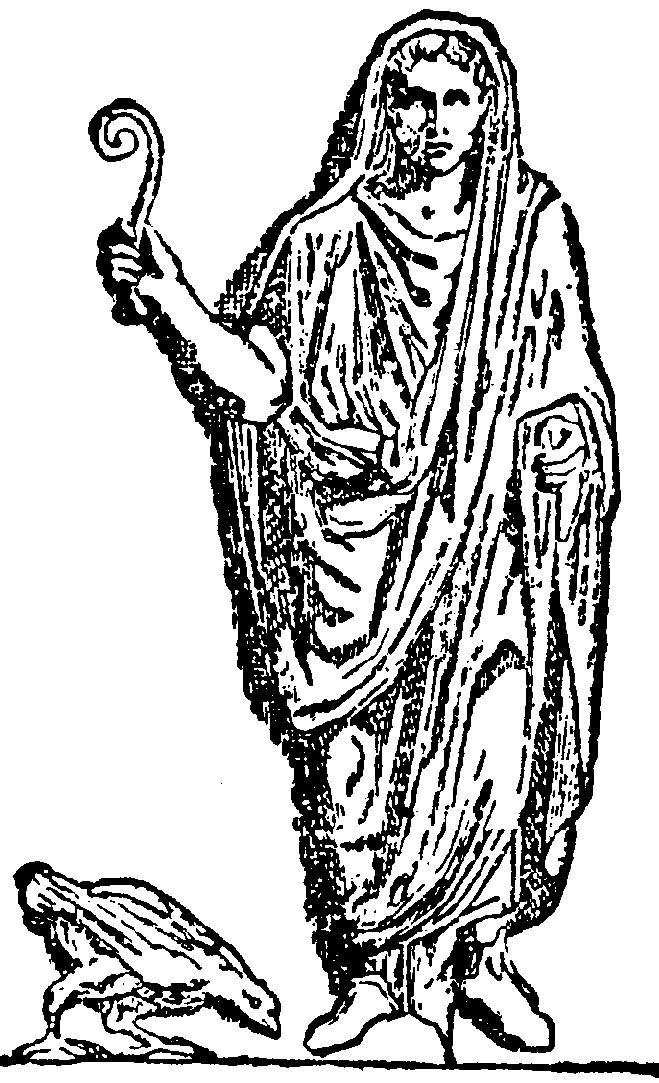
شُگون

شُکون به معنای؟! خجستگی، برکت، یُمن، میمنت، بخت خوش، خوش‌شانسی و خوبی داشتن است، یعنی زمانی که گفته می‌شود کاری شگون دارد یا ندارد بدین معنی است که از انجام آن کار خوبی حاصل می‌شود یا حاصل نمی‌شود.
شگون می‌تواند همچنین معنی فال بدهد. نتیجه خوب یک فال را شگون خوب و نتیجه منفی آن را شگون بد می‌نامند.
در خرافات عوام، امور بسیاری را آورنده شگون بد یعنی نحس و آورنده رویدادها و امور ناگوار می‌دانند. برای نمونه برخی شکستن آینه، گذشتن گربه سیاه از مسیر اشخاص، حرف از طلاق، گفتن واژه جن، حضور زن مطلّقه سر سفره هفت‌سین و جز اینها. همچنین در باور مردم عدد سیزده عددی بی‌شگون است یعنی احتمال رویداد امور ناگوار با عدد سیزده مرتبط دانسته می‌شود. در برخی فرهنگها جغد و در برخی دیگر کلاغ را جانورانی بدشگون می‌دانند.
همچنین برخی امور را خوش‌شگون یعنی آورنده نیکی می‌دانند مانند پوشیدن جامه نو در نوروز. روز نوروز را روز شگون نیز نامیده‌اند. بنابر روایت ابوریحان بیرونی در مهرگان مردم با روغن بدن خود را مرطوب می‌کردند که هم شگون و هم نتایج طبی و بهداشتی داشت.

## شگون‌آوری
برخی از خانواده‌های روستایی ایران به ویژه در مازندران به هنگام نوروز سفره عید نوروز را چند ساعت پیش از تحویل سال می‌چینند و در اشتیاق تحویل سال منتظر کسی می‌شوند که خود برای خود شگون‌آور قرار داده‌اند تا در نخستین ساعت‌های سال نو به خانه شان بیاید و برایشان شگون بیاورد. هر یک از خانوادهای روستا، یکی از همسایه‌ها یا یکی از منسوبان به خود را برای خانه خود شگون‌آور می‌دانند و او را باصطلاح خودشان «سال‌مِج» می‌نامند. سال مج هر خانه‌ای، اولین کسی است که پس از تحویل سال به آن خانه وارد می‌شود.
او با خوشروئی و نشاط با ظرفی آب به خانه می‌آید. آب را در حیاط خانه می‌پاشند و سال نو را به اهل خانه تبریک می‌گوید. افراد خانه، با سرور و شادمانی باستقبال سال مج خود می‌روند و او را به کنار سفره عید و سینی دعوت می‌کنند. آن‌ها از سال مج با کلوچه‌ها و حلواها و نان و عسل و آجیل و میوه به گرمی پذیرائی می‌کنند و اعتقاد دارند که از یمن حضور سال مج و از شگون این پذیرائی، سفره شان در سال جدید همیشه پربرکت خواهد بود.
به این مراسم، شگون‌آوری گفته می‌شود.